# PRE-Park

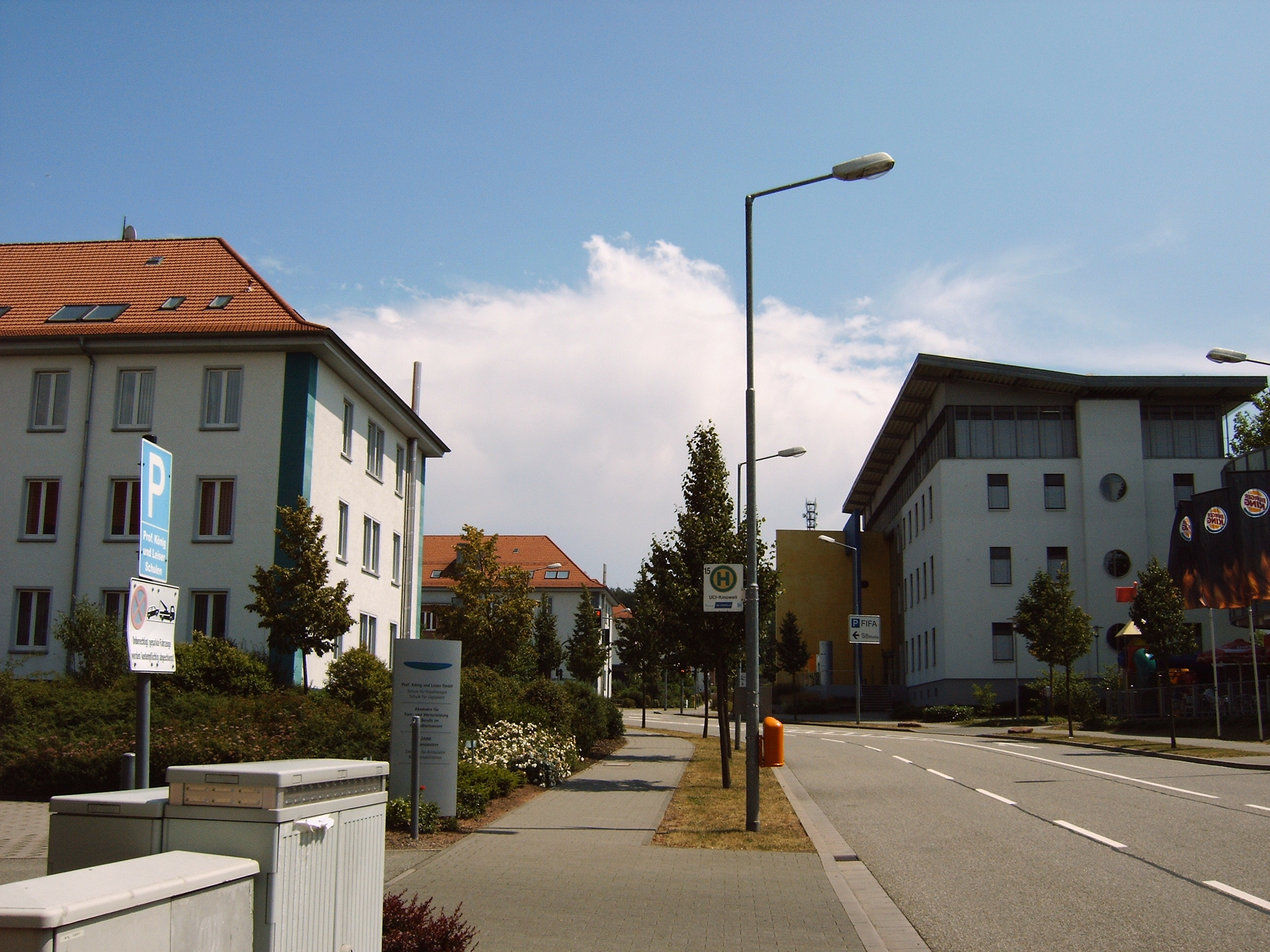
PRE-Park, Ecke Mainzer Straße/Europaallee

Der PRE-Park ist ein Gewerbepark am nördlichen Ende der Stadt Kaiserslautern in direkter Nähe zum Autobahndreieck Kaiserslautern. Er wurde federführend geplant und wird heute betrieben von der PRE Regionalentwicklung GmbH (Pfälzische Regionalentwicklung) mit Sitz Kaiserslautern.
Der PRE-Park ist das bedeutendste Konversionsprojekt in Kaiserslautern und eines der bedeutendsten in Rheinland-Pfalz.

## Geschichte und heutige Situation
Auf dem Areal des heutigen PRE-Parks erbaute die Wehrmacht in den Jahren 1937/38 die Holtzendorff Kaserne, die 1938 eingeweiht wurde. Nach dem Zweiten Weltkrieg wurde sie 1945 von den französischen Streitkräften übernommen. Nach der Wende im Jahre 1989 und der darauffolgenden Wiedervereinigung Deutschlands zog Frankreich im Juni 1992 seine Truppen auch aus Kaiserslautern ab und das „Quartier Hoche-Marceau“ ging im selben Jahr in den Besitz der Bundesrepublik Deutschland über.
1997 erwarb die PRE Regionalentwicklung GmbH die Holtzendorff-Kaserne. Das Unternehmen befindet sich im Eigentum von vier Unternehmern aus der Region.  Das neue Nutzungskonzept der PRE Regionalentwicklung GmbH basiert auf einer völligen Umstrukturierung und Neuerschließung des Geländes.
Das etwa 300.000 m² große Areal beherbergt heute rund hundert IT- und Technologieunternehmen mit zusammen fast 2500 Arbeitsplätzen, ein Multiplexkino, ein Freizeitbad, ein Fitnesscenter, ein großes Möbelgeschäft, ein Fast-Food-Restaurant, eine Klinik, ein großes Bowlingcenter und ein Bauträger. Am Rande des PRE-Parks befindet sich ein neugeschaffenes Wohngebiet mit Einzel-, Doppel- und Reihenhäusern sowie einem Geschoß-Wohnungsbau, die durch diesen Bauträger errichtet wurden und auch als Musterhäuser/-wohnungen besichtigt werden können.
Der PRE-Park ist über die Abfahrt Kaiserslautern-Centrum (ehemals Kaiserslautern-Ost) von der Autobahn A6 und der A63 aus zu erreichen.

## PRE-Uni-Park
In der Nähe der Rheinland-Pfälzischen Technischen Universität Kaiserslautern-Landau in Kaiserslautern errichtete die PRE GmbH auf dem Gelände des ehemaligen Güterbahnhofs einen zweiten Gewerbepark, den sog. PRE-Uni-Park, der circa 80.000 m² umfasst. Der überwiegende Teil ist zwischen der Carl-Euler-Straße und der Trippstadter Straße gelegen. Der mit 50.000 m² flächenmäßig größte Teil ist durch verschiedene Forschungsinstitute wie das Fraunhofer-Institut für Techno- und Wirtschaftsmathematik, das Fraunhofer-Institut für Experimentelles Software Engineering, das Fraunhofer-Institut für Physikalische Messtechnik, das Max-Planck-Institut für Softwaresysteme, das Deutsche Forschungszentrum für Künstliche Intelligenz und das Institut für Oberflächenanalytik belegt. Ferner sind eine kleine Wohnsiedlung und Gewerbeflächen vorgesehen.

## Erweiterungsflächen
Östlich des bisherigen Areals bestehen Erweiterungsflächen auf dem Gelände der Quartermaster-Kaserne (Kaiserslautern-Eselsfürth) im Ausmaß von etwa 100.000 m². Ob die Erschließung dieser Flächen (durch die Stadt Kaiserslautern derzeit unter dem Namen „Europa-Höhe“ vermarktet) durch die PRE erfolgen wird, ist jedoch noch unklar, da die Stadt Kaiserslautern verpflichtet ist, hierfür eine Ausschreibung durchzuführen, deren Gewinner noch nicht feststeht.